# Innis & Gunn

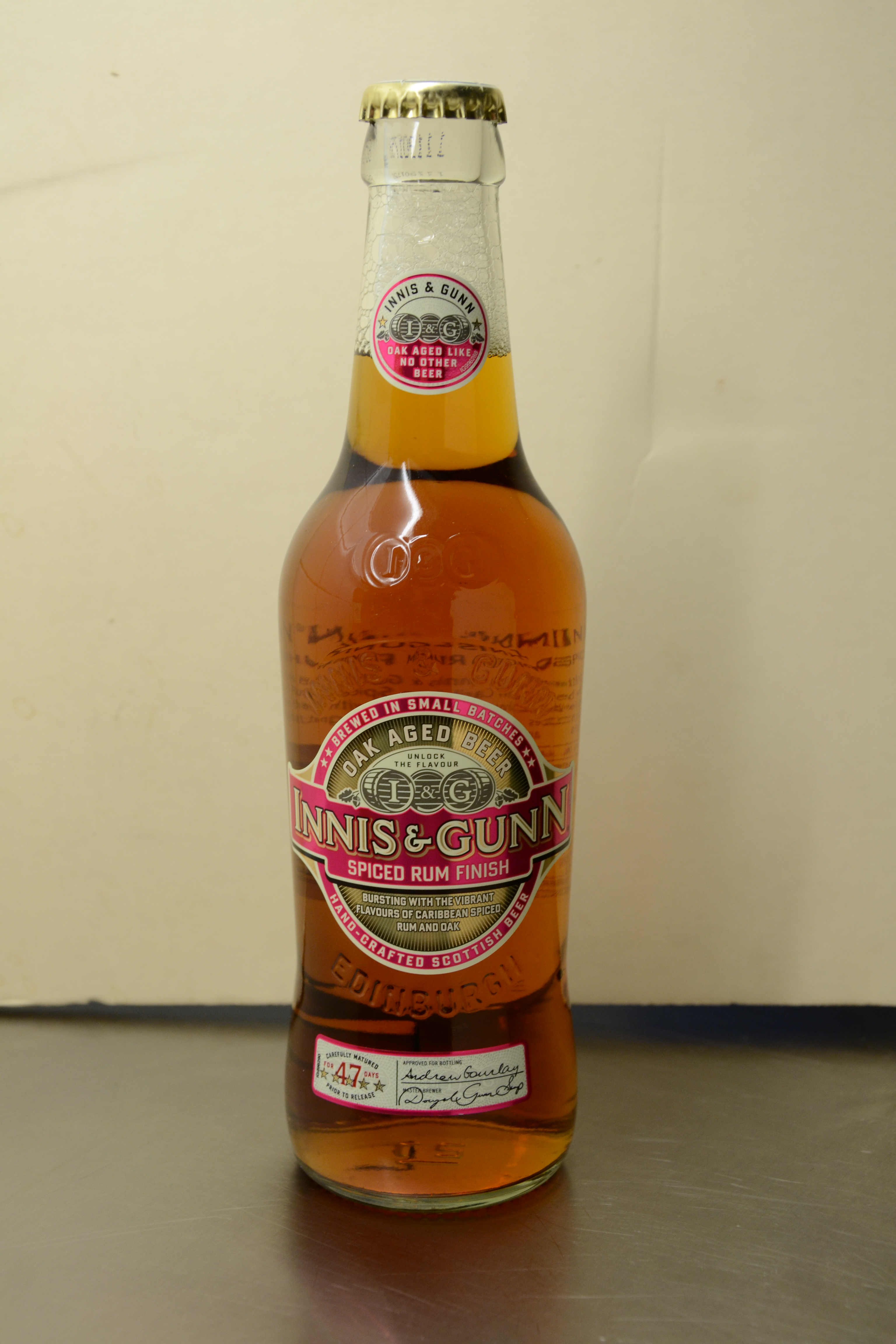
Innis & Gunn, Spiced Rum Finish

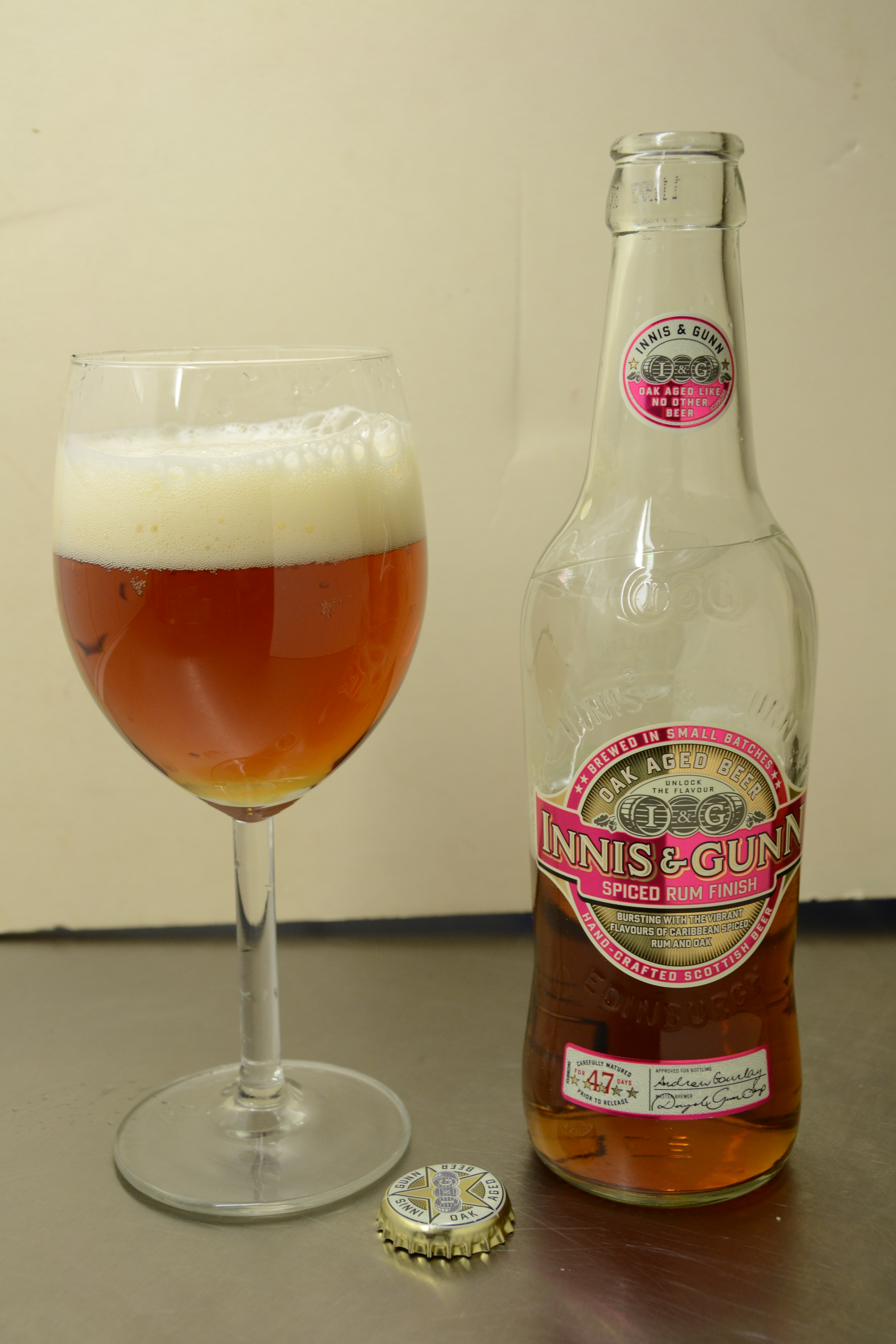
Innis & Gunn, Spiced Rum Finish

Innis & Gunn är ett ölvarumärke och en ölproducent, med huvudkontor i  Edinburgh, Skottland. De låter producera flera öl med whiskysmak.

## Historia
Det var 2002 som den kända whiskyproducenten William Grant & Sons bestämde sig för att skapa en whisky med smak av ale, Grants Ale Cask. Bryggmästaren Dougal Sharp, på Caledonian Brewery, fick uppdraget att skapa en maltig skotsk ale. Tanken var att alen vid lagring på ek skulle skänka karaktär för att i sin tur ge whiskyn smak av ale vid slutlagring på samma fat. Whisky med portvinskaraktär eller sherry-ton görs på samma sätt, genom lagring på fat som innehållit vinet. Whiskyn med alesmak blev en succé. Den oväntade sidoeffekten var att ölen ansågs ha fått en utomordentligt god smak. Från början hade man tänkt kasta bort ölet, men man upptäckte nu att det smakade ganska bra. Den öl som bryggdes hade inte påtaglig humlebeska, utan mer en sötaktig maltnyans. Den slovenska humlesorten Styrian Golding användes. Vörten tappas på fat medan den fortfarande jäser, och slutjäsa och mogna under en månad. Man började fundera på om man kunde sälja ett liknande öl. Caledonian Brewery var dock inte intresserade av att marknadsföra en ny öl. Istället blev det William Grant and Son som kom överens med bryggmästaren om att marknadsföra en ny öl. Fram till sommaren 2003 utvecklades receptet, och en smakpanel på Caledonian Brewery gav betyget 9 av 9 möjliga. Ett så högt betyg hade aldrig tidigare satts. Innan lanseringen visade kundundersökningar att flaskan var ful, och att namnet var dåligt. Man hittade en ny flaska, och det var hans far som kom på att namnet skulle kunna vara Dougals andra förnamn Innis och hans bror Neils andra förnamn Gunn.
2008 kunde bryggmästarens familj köpa hela verksamheten, så nu är det ett familjeföretag. Själva bryggningen sker i Glasgow, men inte i eget bryggeri. Man hyr istället kapacitet av andra bryggerier.
Stora marknader är Sverige, Kanada, Skottland, och USA. Innis & Gunn passar bra till mat, ekfaten ger en komplex men mjuk smak, lite som i ett vin. Den relativt höga alkoholhalten ger en robust smak, och den ganska låga beskan (inte speciellt kraftig humlesmak) gör att ölet inte tar överhand över matens smak.

## Introduktion i Sverige
Introduktionen i Sverige skedde 2004, då hade det redan sålts ett år i Skottland. Det var Berntson Brands som sålde Innis & Gunn i whiskymontern på Stockholm Beer Festival, och den kom snabbt med í Systembolagets sortiment.
Idag är Sverige en av de största marknaderna för Innis & Gunn, det blev väldigt populärt i Sverige.
Normalt sett finns Innis & Gunn endast på flaska, men till Stockholm Beer Festival 2011 hade man skapat en speciell variant, lagrad på Mackmyra-fat. Den fanns endast på fat, och serverades endast under mässan. Ölen hade kraftig ekkaraktär, mycket whiskysmak, och nästan ingen kolsyra, eftersom den lagrats på träfat, som inte håller kvar kolsyran speciellt bra.

## Andra produkter
En variant, Rum Cask, introducerades 2007 som tillfällig produkt i Sverige, och blev snabbt mycket populär. Rum Cask lagras på romfat i 57 dagar. Rum Cask har blivit så populär i Sverige, att den sedan oktober 2011 finns i samtliga Systembolagsbutiker. Rum Cask lagras halva tiden på fat av amerikansk ek, och sedan på träfat som innehållit Navy Rum. Därefter utjämnas smakerna genom blandning, lagras ytterligare en tid, och tappas på flaska.
En ny tillfällig variant, Spiced Rum Finish, presenterades även den på mässan 2011, lagrad på fat som innehållit kryddad karibisk rom. Den släpptes i en utgåva om 30,000 ex på Systembolaget den 1 november 2011, enbart för den svenska marknaden, och hade en alkoholhalt på 6,9 %.